# 姜维朴
姜维朴（1926年6月11日—2019年9月29日），曾用名姜维璞，男，山东黄县人，中国连环画家，美术史学家，曾任第八届全国政协委员、第四届中国美术家协会理事。

## 生平
1926年6月生于山东黄县妙果村。1944年10月参加革命，任小学教员。1946年山东大学（山东解放区）文艺系肆业。大学时认识了女同学王素，后来结为连理。1947年加入中国共产党。历任解放军华东军区政治部文工团团员、宣传干事、编辑。
1949年中华人民共和国成立后，担任《华东画报》记者等职务。1953年奉命调任至北京，开始负责筹建人民美术出版社连环画编辑室，任主任。文化大革命开始后，成为被批斗的对象，被非法囚禁了近两年。1971年在周恩来总理视察后恢复工作。1973年开始主持《连环画报》复刊。1977年，任人民美术出版社副总编辑。1983年，主持创立中国连环画研究会，当选为会长。1985年，创建中国连环画出版社，任总编辑、党委书记、编审等职务。1995年，离休。
1960年获原文化部先进工作者荣誉称号。1991年，获新闻出版署、中国美术家协会、中国出版协会联合颁发的“连环画”工作荣誉奖。2004年，获中国美术家协会颁发的“卓有成就的美术史论家”奖。2009年，被评为“新中国60年百名优秀出版人物”、中国出版集团首批“编辑名家”。
因病医治无效，于2019年9月29日16时30分在北京逝世，享年93岁。

## 作品
主要连环画作品《水浒传》《岳传》《杨家将》《西厢记》《志愿军英雄画库》《我要读书》《青年近卫军》《钢铁是怎样炼成的》《人到中年》《地球上的红飘带》。主要摄影作品有《展望新中国的新工业》《麦收》《读兴正浓》等。